# Chicamán
Chicamán är en kommunhuvudort i Guatemala.   Den ligger i departementet Departamento del Quiché, i den centrala delen av landet, 90 km norr om huvudstaden Guatemala City. Chicamán ligger 1 528 meter över havet och antalet invånare är 2 090.
Terrängen runt Chicamán är bergig åt nordost, men åt sydväst är den kuperad. Runt Chicamán är det ganska glesbefolkat, med 29 invånare per kvadratkilometer. Närmaste större samhälle är Uspantán, 7,4 km väster om Chicamán. I omgivningarna runt Chicamán växer huvudsakligen savannskog.